# مالفينا لوجا
مالفينا ج. لوجا (بالإنجليزية: Malwina J. Luczak)‏ هي عالمة رياضيات متخصصة في نظرية الاحتمالات والرسوم البيانية العشوائية. وهي أستاذة في الاحتمالات التطبيقية وزميلة مستقبلية في ARC في جامعة ملبورن.

## التعليم والبحث العلمي
نشأت مالفينا في بولندا، وبدأت دراستها الجامعية في سن 16 في جامعة نيكولاوس في تورون، حيث درست فقه اللغة الإنجليزية. ومع ذلك، بعد السنة الثانية من دراسة فقه اللغة في جامعة كيلي في المملكة المتحدة، قررت التحول إلى الرياضيات، والتسجيل في كلية القديسة كاترين، أكسفورد. بعد امتحانات السنة الأولى، تمكنت من الحصول على دعم المنح الدراسية ومواصلة دراستها والبقاء في أكسفورد للحصول على الدكتوراه.  حصلت على درجة الدكتوراة في فلسفة العلوم في عام 2001 مقدمة فيها أطروحة عن والاحتمالات، والخوارزميات وأنظمة الاتصالات، تحت إشراف كولين مكديرميد ودومينيك ويلزي. 
أصبحت محاضرًا مساعدًا في المختبر الإحصائي بجامعة كامبريدج ثم أصبحت قارئة للرياضيات في كلية لندن للاقتصاد. ومع ذلك، في عام 2010، بعد أن فشلت في الحصول على ترقية متوقعة إلى درجة أستاذ، شغلت بدلاً من ذلك كرسي أستاذ في جامعة شفيلد وزمالة قيادية لمجلس أبحاث الهندسة والعلوم الفيزيائية لمدة خمس سنوات. انتقلت مرة أخرى إلى كلية الملكة ماري في لندن قبل أن تتولى منصبها الحالي في ملبورن عام 2017. 

## أبحاث علمية
تتضمن منشورات لوجا بحثًا عن نموذج السوبر ماركت في نظرية الأرتال، نوى الرسوم البيانية العشوائية، المكون العملاق في الرسوم البيانية العشوائية بتوزيعات درجات محددة، وديناميكيات جلوبر لنموذج إيزينج.

## وصلات خارجية
- مالفينا لوجا على موقع maths.qmul.ac.uk
- مالفينا لوجا على مراجع جوجل